# Ventilago oblongifolia
Ventilago oblongifolia är en brakvedsväxtart som beskrevs av Carl Ludwig von Blume. Ventilago oblongifolia ingår i släktet Ventilago och familjen brakvedsväxter. Inga underarter finns listade i Catalogue of Life.